# Ametrida centurio
Ametrida centurio — вид родини листконосові (Phyllostomidae), ссавець ряду лиликоподібні (Vespertilioniformes, seu Chiroptera).

## Середовище проживання
Країни проживання: Бразилія, Колумбія, Французька Гвіана, Гаяна, Нідерландські Антильські острови, Панама, Суринам, Тринідад і Тобаго, Венесуела. Живе в тропічних лісах (найчастіше у вічнозелених лісах поблизу водойм і боліт в низинах) до 2100 метрів над рівнем моря.

## Екологія
Харчується фруктами й іноді нектаром. 

## Морфологічні особливості
Довжиною голови і тіла від 40 до 55 мм, довжина передпліччя між 26 і 34 мм, довжина ступні від 9 до 12 мм, довжина вух від 13 до 17 мм і маса до 12 гр. Колір верхніх частин тіла темно-коричневий, в той час як черевної частини сірувато-бурі. Самці більш сіруваті. Обидві статі мають явну білу пляму на кожному з плечей і менш помітні з боків шиї за вухами. Писок короткий, голий. Очі великі і опуклі, з райдужною оболонкою жовтого кольору. Вуха маленькі, трикутні, широкі біля основи і світло-коричневі з жовтими основами. Не має хвоста. Самиці більші за самців приблизно на 17%. Зубна формула: 2/2, 1/1, 2/2, 3/3 = 32. Каріотип, 2n=30-31 FN=56